# کواری (مجموعه تلویزیونی)
کواری (انگلیسی: Quarry) یک مجموعهٔ تلویزیونی نئو-نوآر جنایی آمریکایی است که در فوریهٔ ۲۰۱۵ توسط سینه‌فیلم سفارش داده شد و در ۹ سپتامبر ۲۰۱۶ برای نخستین بار منتشر شد.
این سریال دربارهٔ یک تک‌تیرانداز سپاه تفنگداران دریایی ایالات متحده آمریکا به نام مَـک کانوِی است که در سال ۱۹۷۲ از جنگ ویتنام به زادگاهش ممفیس، تنسی بازی می‌گردد اما جامعه برخورد بدی با او می‌کند و حتی نزدیکانش نیز از او دوری می‌کنند. او که با خاطرات و تجربیات بد جنگی‌اش دست و پنجه نرم می‌کند، به شبکه‌ای از کشتار و فساد کشیده می‌شود که طول رود می‌سی‌سی‌پی را درگیر نموده‌است.

## بازیگران

### اصلی
- لوگان مارشال-گرین در نقش مک کانوِی جونیور / کواری
- جودی بالفور در نقش جونی کانوِی، همسر مَـک
- دیمون هریمن در نقش بادی
- ادواردو بالرینی در نقش کارل
- نیکی آموکا-برد در نقش روث سالومون
- مصطفی شاکر در نقش موزِس
- پیتر مولان در نقش بروکر (این نقش را در اصل استلان اسکاشگورد بازی کرده بود که پخش نشد)

### فرعی
- جمی هکتور
- اسکیپ سودات
- هپی اندرسن
- اولافور داری اولافسون
- آن داود
- تام نونان
- مت نیبل